# 多佛海峽海戰 (1916年)
發生於1916年10月26日—27日的多佛海峽海戰，是英德兩國在第一次世界大戰期間的一場海戰。德軍法蘭德斯潛艦區艦隊中的2.5個區艦隊，突襲進入多佛海峽，意圖擾亂多佛屏障並摧毀任何海峽內發現的協約國船隻。
當德國魚雷艇接近屏障時，英軍「調情」號驅逐艦向其發起進攻，海戰隨之爆發。德軍隨後摧毀「調情」號，並成功對屏障中的海軍漂網船發起襲擊，但當一支英國驅逐艦艦隊被派去擊退他們時，雙方又再次爆發海戰。最終，德軍成功擊退增援的英軍，並順利撤退。當夜晚結束之時，英軍損失了一艘驅逐艦、一艘運兵船及數艘海軍漂網船，而德軍僅有一艘魚雷艇受損。

## 背景
1916年10月，法蘭德斯潛艦區艦隊終於獲得德國海軍部的增援，獲得兩支完整的魚雷艇區艦隊。第三及第九魚雷艇區艦隊移轉法蘭德斯的後果，就是打破多佛海峽區域的艦隊勢力平衡。法蘭德斯區艦隊此前僅配備三艘大型魚雷艇和幾艘較小、性能較差的甲級魚雷艇，而現在他們擁有23艘大型魚雷艇，足以與英國多佛巡邏隊作戰。由於缺乏大型魚雷艇，法蘭德斯潛艦區艦隊過去幾個月來都未對多佛巡邏隊發動攻擊，導致當地英國守軍相當鬆懈。
有了新的區艦隊加入，法蘭德斯潛艦區艦隊指揮官路德維希·馮·施羅德海軍上將決定對多佛海峽上的屏障發起突襲，並攻擊經過英吉利海峽的協約國船隻。雖然英軍為防德軍襲擊已經禁止運兵船夜間進入海峽，但英軍並未針對多佛屏障做好應對此類襲擊的準備。面對施羅德輝下23艘艦艇，當時的多佛屏障僅由老式驅逐艦「調情」號、「影子」號快船（Ombra）及「施特勞德」號（H. E. Straud）海軍拖網船駐防。四個負責管理屏障反潛網的漂網師，麾下只能一人配得一支步槍用於防禦。除了守衛屏障的部隊外，多佛還駐紮著六艘部落級驅逐艦，可遭突襲時調遣，另外還有幾支哈里奇部隊的單位分散在唐斯泊地。

## 海戰過程
德軍魚雷艇分成五組，各自攻擊海峽內不同航段航行的船隻。德國第五半區艦隊駛入多佛屏障，不久就遭遇第十漂網師的五艘漂網船，並對後者發動攻擊。聽到交火聲後，作為漂網船護衛艦的「調情」號便向未知船隻靠近並對其發起挑戰。這些船隻也對英軍訊號做出了類似的回應。「調情」號的指揮官感到困惑，誤以為這些來襲的船隻是盟軍驅逐艦，而這些漂網船只是遭到了潛艇的襲擊。「調情」號派出一艘扁舟，前去救援來自沉沒漂網船的倖存者。德軍船隻向驅逐艦發起攻擊，使英軍船員大感驚訝。在寡不敵眾的情況下，「調情」號試圖衝撞一艘德軍船隻，但經過短暫交火後，德軍的砲火和魚雷艇共同擊沉了這艘驅逐艦。「調情」號沉沒後，德軍持續攻擊多佛屏障，又擊沉了第8及第16漂網船師各一艘漂網船。擊沉六艘並擊傷三艘漂網船和「施特勞德」號拖網船後，第五半區艦隊便撤退而走。
多佛巡邏隊指揮官雷金納德·培根海軍上將聽聞遭此襲擊後，便派出部族級驅逐艦「亞馬遜」號、「莫霍克」號、「維京」號、「韃靼」號、「哥薩克」號、「努比亞」號前去攻擊德軍。由於誤解培根上將的指令，英軍驅逐艦隊師指揮官亨利·奧利芬特（Henry Oliphant）將麾下部隊分成兩個鬆散的戰鬥群，一組由旗艦「維京」號、「莫霍克」號及「韃靼」號組成，另一組則是「努比亞」號、「亞馬遜」號與「哥薩克」號。「努比亞」號很快就遠遠領先她所在的戰鬥群，並成為第一艘到達「調情」號沉沒現場的船隻。  另一支德國半區艦隊在古德溫沙洲外海捕捉到空的英軍運輸船「女王」號，當時後者正從法國海岸返回，德軍俘虜了船員並將其擊沉。
當「努比亞」號與德國第17半區艦隊接觸時，她犯了與「調情」號同樣的錯誤，將德軍船隻誤認為盟軍船隻。「努比亞」號遭到猛烈的砲火襲擊，試圖撞擊德軍戰列線上的最後一艘船，但卻被一枚魚雷擊中，船首被炸飛，於是變成一艘漂浮廢船。 「亞馬遜」號和「哥薩克」號隨後趕來援助「努比亞」號，並與德軍船隻交戰。德軍砲火命中「亞馬遜」號數發，撤離戰場前摧毀後者兩台鍋爐。另一邊，「維京」號為首的戰鬥群也遭遇德意志帝國海軍的魚雷艇。德軍第18半區艦隊在返回澤布呂赫的途中，駛入了奧利芬特的驅逐艦隊群，隨後雙方便進行交戰。儘管「維京」號毫髮無傷地逃脫了，但「莫霍克」號卻遭受了多次打擊，最終德軍得以逃離到安全的海岸。行動接近尾聲時，培根海軍上將派遣敦克爾克師前去攔截德國魚雷艇，並阻止其返回法蘭德斯，但德軍在被這些援軍追上前就成功撤走。

## 後續發展
英軍未能阻止德軍擊沉多艘漂網船，造成45人戰死、4人受傷，以及10人被俘。除了「調情」號和「女王」號運輸艦外，還有六艘船被擊沉，三艘驅逐艦、三艘漂流艦和一艘海軍拖網船受損。而德軍魚雷艇中只有SMS G91受損，且沒有任何德國艦船遭受人員傷亡。這次襲擊成功鼓舞德軍，並計劃對英吉利海峽發起更多出擊。襲擊一直持續到1916年11月，那時第3和第9魚雷艇艦隊被重新部署到公海艦隊。

## 註腳
1. 1 2  Karau, p. 81
2. 1 2  Karau, p. 84
3. 1 2  Bacon, p. 27
4. ↑  Bacon, p. 26
5. ↑  Karau, p. 83
6. 1 2 3  Bacon, p. 28
7. ↑  Kemp, p. 107
8. ↑  Kemp, p. 108
9. ↑  Karau, p. 86